# Eurisko
Eurisko (Gr., eu descopăr) este un program scris de Douglas Lenat în limbajul RLL-1⁠(en)[traduceți], un limbaj de reprezentare scris în LISP. Este o continuare a programului Automated Mathematician⁠(en)[traduceți] și este alcătuit din euristici⁠(en)[traduceți], adică reguli general valabile, inclusiv euristici care descriu cum se folosesc și se modifică propriile euristici. Lenat a devenit frustrat de limitarea programului Automated Mathematician la un singur domeniu, și a dezvoltat Eurisko, care a condus mai departe la dezvoltarea programului Cyc⁠(en)[traduceți]. Lenat vede în viitor combinarea bazelor de cunoștințe Cyc cu motorul de descoperire Erisko.